# James MacCullagh

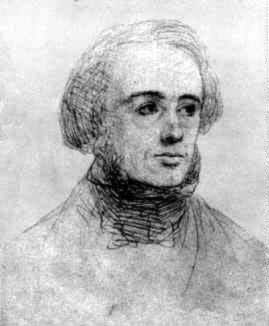
James MacCullagh

James MacCullagh (* 1809 in Landahaussy bei Strabane; † 24. Oktober 1847 in Dublin) war ein irischer Mathematiker und Physiker.

## Leben
MacCullagh wurde 1809 in Landahaussy, in der Nähe von Strabane, County Tyrone, geboren und besuchte von 1824 bis 1829 das Trinity College in Dublin, wo sich zu diesem Zeitpunkt auch William Rowan Hamilton befand. 1832 gewann er ein Fellow Stipendium und wurde mathematischer Assistent und dann Mathematik-Professor am Trinity College (ab 1843 Professor für „Natural Philosophy“, also theoretische Physik). 1843 wurde er Mitglied der Royal Society, nachdem er schon ein Jahr zuvor deren Copley Medal erhielt. MacCullagh starb in Dublin durch Suizid, nachdem er sich zwei Jahre zuvor in einem Brief an Hamilton über ein Nachlassen seiner mathematischen Fähigkeiten beklagt hatte. Seine gesammelten Werke erschienen 1880 in Dublin.

## Werk
Die meiste Zeit verbrachte er mit Forschungen zur Optik im Zusammenhang mit der Theorie der Beugung und Brechung, wobei er Fresnels Wellentheorie mit geometrischen Methoden behandelte. Bei zwei wichtigen Arbeiten über Kristalloptik kamen ihm dabei aber William Rowan Hamilton und Franz Ernst Neumann zuvor, was zu Prioritätsstreitigkeiten führte. 1839 gab er in einer Arbeit eine Theorie des Äthers als elastisches Medium der Lichtausbreitung, das zwar gut die Reflexion und Brechung in Kristallen wiedergab, aber von seinen Zeitgenossen abgelehnt wurde, da sie eine Rotation des Mediums gegen den absoluten Raum zu implizieren schien. Erst 40 Jahre später wies George Francis FitzGerald darauf hin, dass MacCullogh mit seinen 1839 vorgestellten Gleichungen die 1864 veröffentlichten Maxwell-Gleichungen in dem betrachteten Fall vorwegnahm. Am besten bekannt waren seinen Zeitgenossen jedoch seine Beiträge zur Geometrie (On surfaces of the second order 1843).
MacCullagh korrespondierte mit John Herschel und Charles Babbage, der schrieb, dass MacCullagh ein ausgezeichneter Freund von ihm gewesen sei, mit dem er die Vorteile und Auswirkungen der Analytical Engine diskutierte.